# Liste der Monuments historiques in Plaintel
Die Liste der Monuments historiques in Plaintel führt die Monuments historiques in der französischen Gemeinde Plaintel auf.

## Liste der Bauwerke
| Bezeichnung               | Beschreibung | Standort | Kennzeichnung | Schutzstatus | Datum | Bild |
| ------------------------- | ------------ | -------- | ------------- | ------------ | ----- | ---- |
| Menhir von Petit Vauridel | Neolithikum  | (Lage)   | PA00089391    | Classé       | 1963  |      |

## Liste der Objekte
- Monuments historiques (Objekte) in Plaintel in der Base Palissy des französischen Kultusministeriums